# Cyclosa tauraai
Cyclosa tauraai är en spindelart som beskrevs av Lucien Berland 1933. Cyclosa tauraai ingår i släktet Cyclosa och familjen hjulspindlar. Inga underarter finns listade i Catalogue of Life.